# 1776
Het jaar 1776 is het 76e jaar in de 18e eeuw volgens de christelijke jaartelling. Het jaar is vooral bekend van de Amerikaanse onafhankelijkheidsverklaring.

## Gebeurtenissen
januari

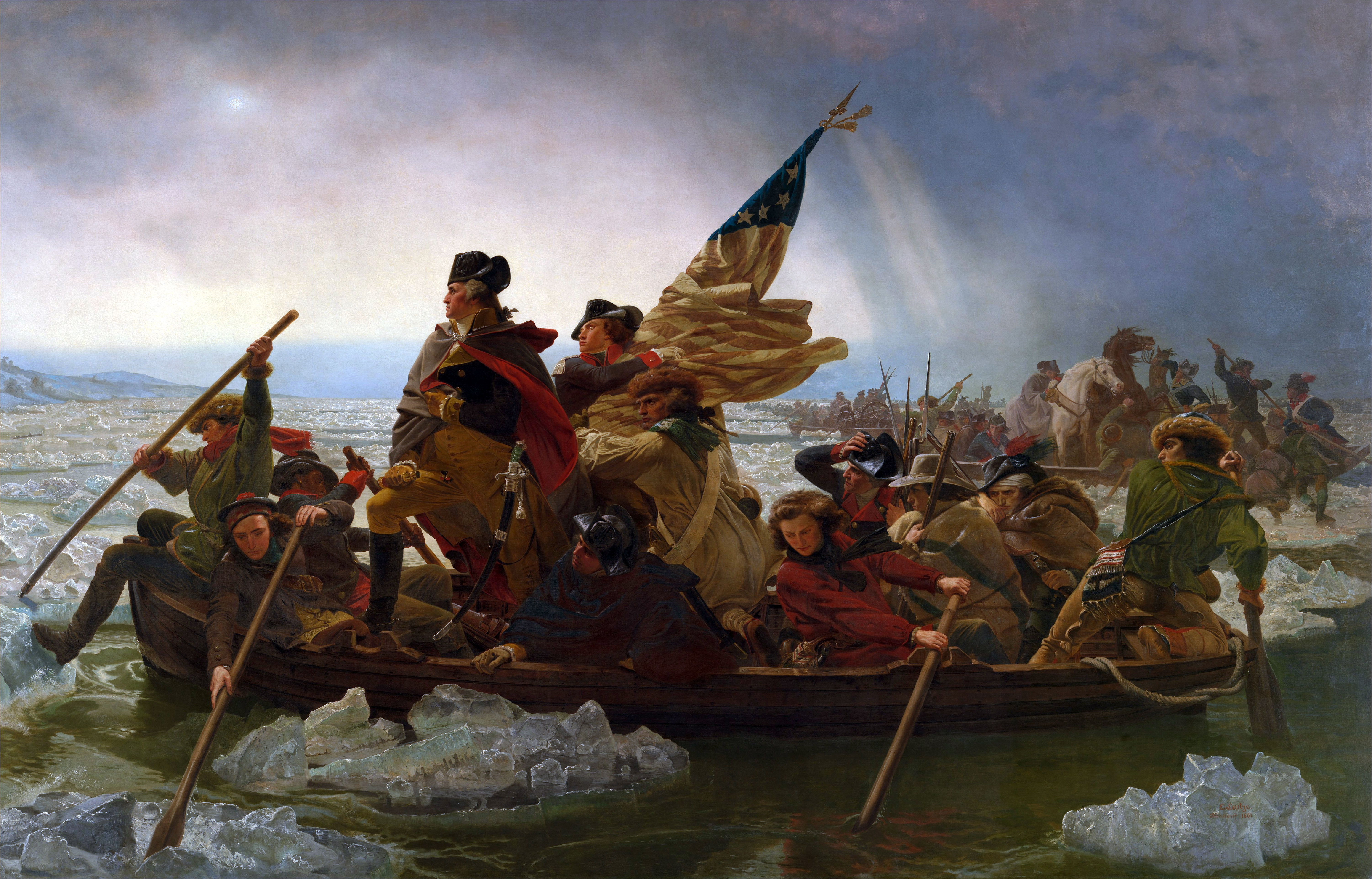
De Amerikaanse Onafhankelijkheidsoorlog: Washington steekt de Delaware over (1776), schilderij van Emanuel Leutze

- 10 - Eerste anonieme verschijning van het pamflet Common Sense van de Engelse filosoof Thomas Paine. Hij legt de schuld voor de opstand in de Amerikaanse koloniën bij de Britse regering, en levert de opstandelingen een theoretische onderbouwing.

februari
- februari - Een edict van de Franse minister van financiën Turgot  schaft de gilden af.

maart
- 9 - Adam Smith publiceert zijn An Inquiry into the Nature and Causes of the Wealth of Nations, waaraan hij tien jaar heeft gewerkt. Hij introduceert het marktmechanisme en legt de basis voor het liberalisme. Het boek wordt direct een succes.
- 17 - De opstandige kolonisten in Amerika weten de Britten na een beleg van een jaar uit Boston te verdrijven.

april
- 1 - In Vlaardingen en Maassluis breekt het psalmoproer uit na het invoeren van het ritmisch zingen. De huizen van vooraanstaande burgers worden ernstig beschadigd en burgers worden mishandeld.
- 13 - Het Tobago Main Ridge Forest Reservaat, een van de oudste beschermde natuurgebieden in de wereld, wordt opgericht.
- 27 - Het Hoogheemraadschap van Schieland geeft toestemming voor de bouw van een nieuw sluizenstelsel bij Delfshaven ter vervanging van de door de storm van 14 november verwoeste sluizen.

mei
- 1 - De Beier Adam Weishaupt richt het geheim genootschap van de Illuminati op.
- mei - De Franse minister Turgot treedt af vanwege het verzet tegen zijn hervormingspolitiek.

juli
- 4 - De Amerikaanse Onafhankelijkheidsverklaring wordt aangenomen door het congres.
- juli - Mozart componeert te Salzburg de Haffnerserenade voor de bruiloft van Elisabetta Haffner.

september
- 9 - Jacob Thomas Jozef Wellens wordt ingehuldigd als bisschop van Antwerpen.
- 15 - De Britse opperbevelhebber in Amerika generaal Howe verovert New York op generaal Washington. De stad zal gedurende de Amerikaanse Onafhankelijkheidsoorlog in Britse handen blijven.

oktober
- 11 oktober - Slag bij Valcour Island. Deze minizeeslag op het Lake Champlain wordt gewonnen door de Britse vloot, die de Amerikaanse vloot uiteen slaat. Dit is een voorlopige nederlaag voor de Verenigde Staten.
- 20 oktober - Generaal Guy Carleton keert naar zijn winterkamp in Canada terug na de Slag in het Champlainmeer, begin november. Dit is een besluit met diepgaande gevolgen voor het volgende jaar met de Slag bij Saratoga voor de Britten. Een beter uitgerust Amerikaans leger zal tegen de Britten oprukken in Saratoga en daarmee ook de Fransen in de oorlog brengen, maar dan aan Amerikaanse zijde.

november
- 16 - Het Amerikaanse schip USS Andrew Doria, dat met de nieuwe Amerikaanse vlag in top de Gallows Bay komt binnenzeilen en saluutschoten afvuurt, krijgt in opdracht van gouverneur Johannes de Graaff 11 saluutschoten van Fort Oranje als antwoord. Het is de eerste keer dat een mogendheid de vlag van de Verenigde Staten eert met een saluut.
- 20 en 21 - Watersnood van 1776. Een nachtelijke stormvloed verwoest opnieuw de in aanbouw zijnde sluizen van Delfshaven. Het dorp Beulaker geheel wordt verwoest en verandert in het meer Beulakerwijde. Elf woningen te Elburg worden door de onstuimige Zuiderzee verwoest, waarbij zeven mensen verdrinken.

december
- 26 - Na een nachtelijke overtocht van de Delaware valt het haveloze legertje van George Washington het Hessische huurleger van de Britse koning aan. De overwinning in de Slag bij Trenton is een keerpunt in de oorlog.
- december - Een gezantschap van drie mannen onder leiding van Benjamin Franklin arriveert in Parijs om in opdracht van het Amerikaanse Congres te onderhandelen over een bondgenootschap met Frankrijk.

zonder datum
- Lachgas wordt uitgevonden.
- Johann Jakob Griesbach laat de drie evangeliën van Marcus, Lucas en Matteüs in kolommen naast elkaar drukken. Vanaf nu worden ze de synoptische evangeliën genoemd (naar het Griekse woord synopsis dat letterlijk "samen (ge)zien" betekent), en de auteurs ervan worden sindsdien ook wel de synoptici genoemd.

## Muziek
- Joseph Martin Kraus componeert zijn Symfonie in F (VB 130).
- Domenico Cimarosa componeert La frascatana nobile.
- Joseph Haydn componeert zijn Symfonie nr. 61.

## Beeldende kunst

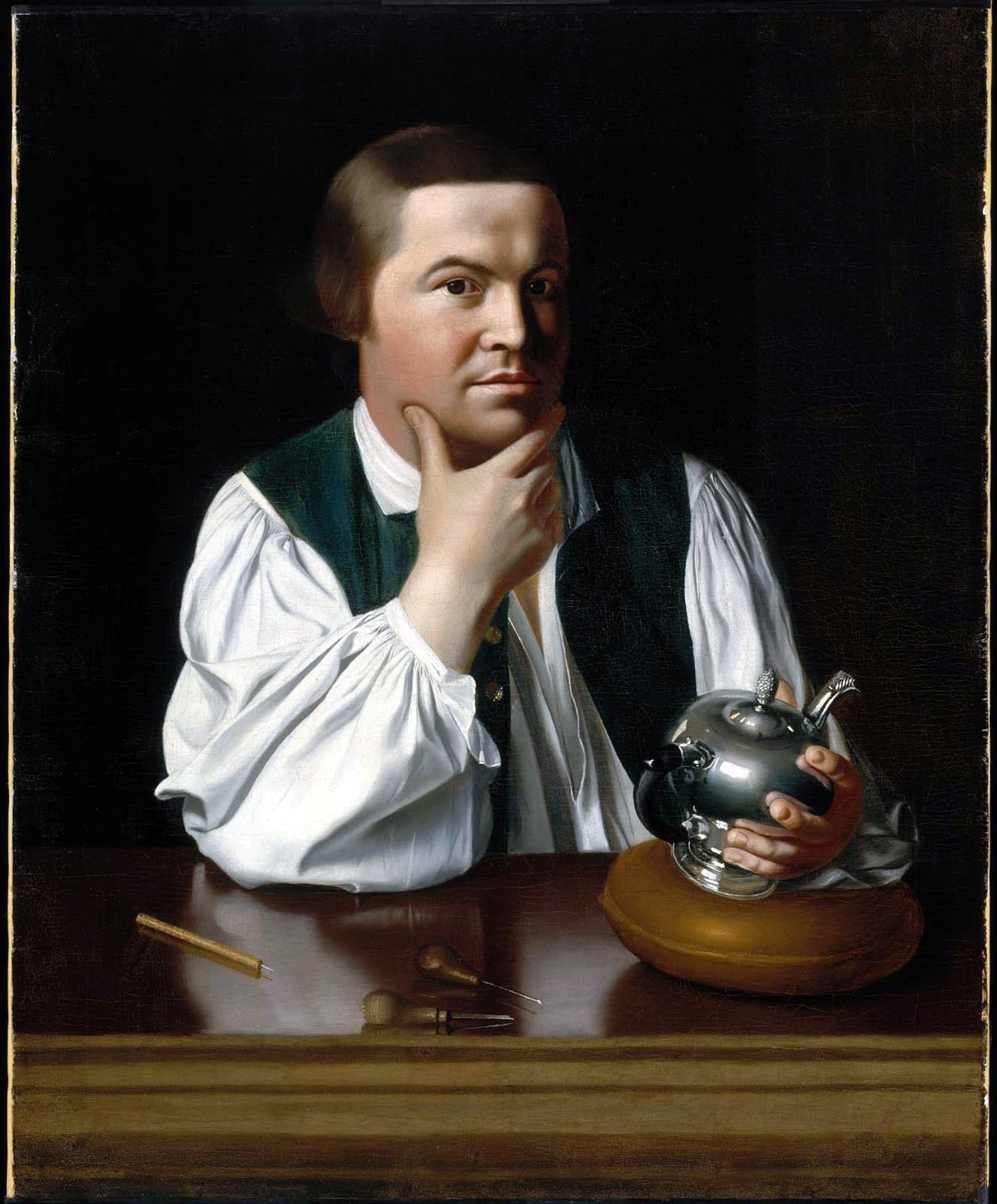
Paul Revere (1776) John Singleton Copley, Museum of Fine Arts, Boston

## Bouwkunst

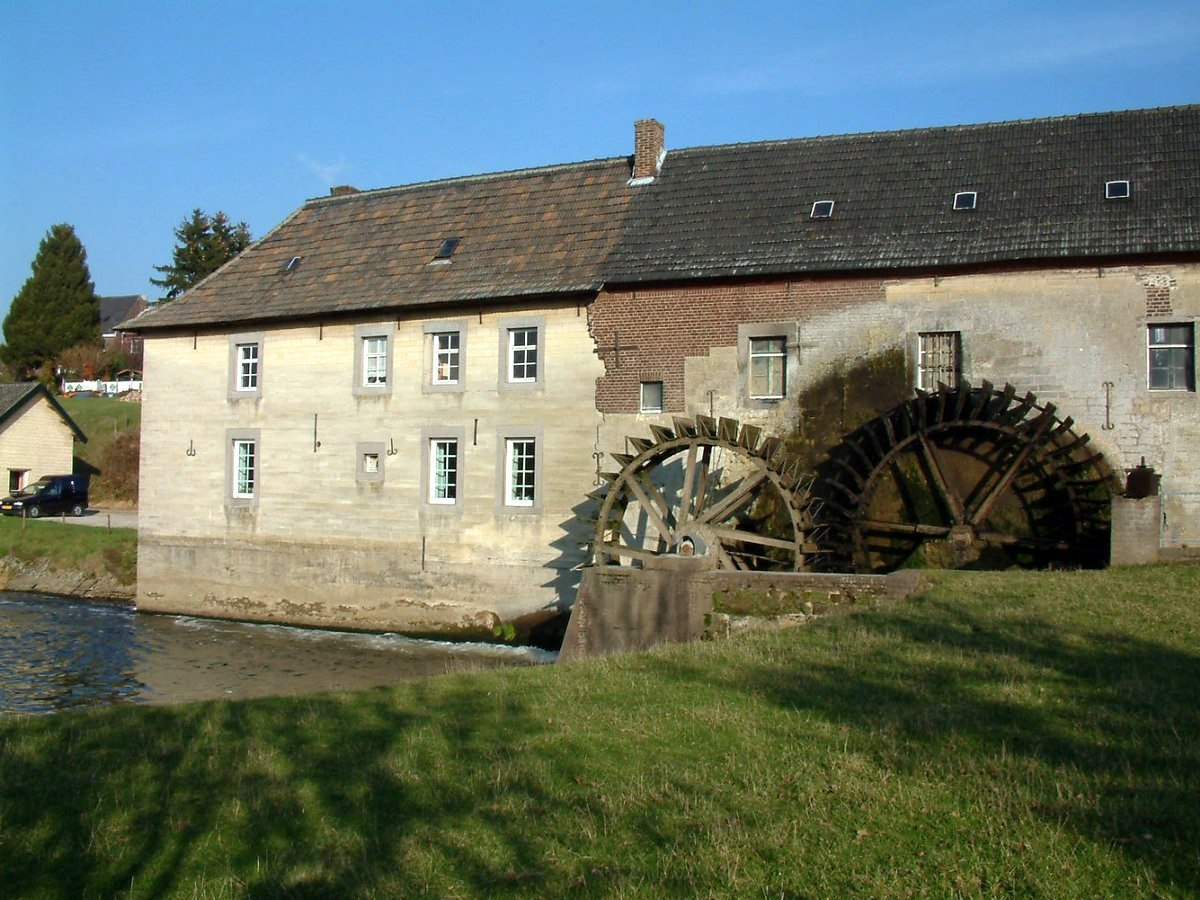
Molen van Otten, Wijlre (1776)
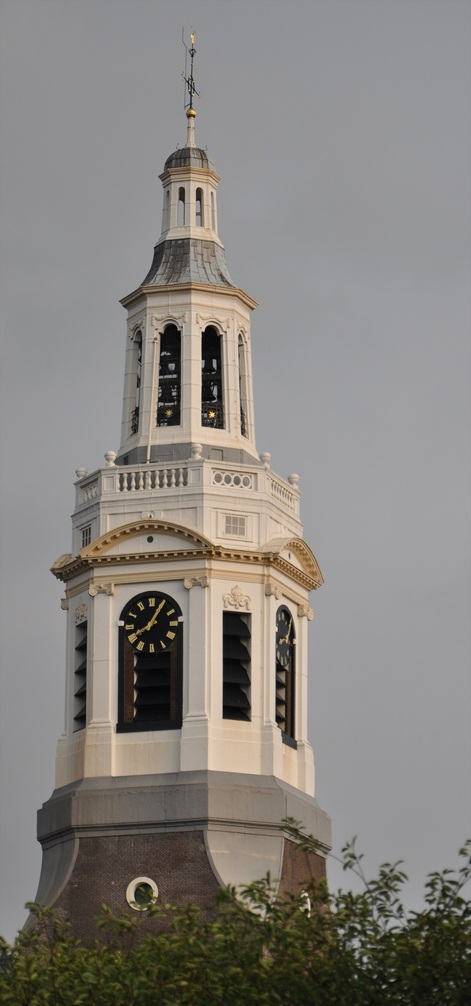
In 1776 kwam de bouw gereed van een nieuwe toren op de Grote- of Sint Catherinakerk in Nijkerk.

## Geboren
januari
- 24 - E.T.A. Hoffmann, Duits schrijver, jurist en muzikant

februari
- 10 - Hijbo Everdes de Boer, Nederlands militair (overleden 1838)

april
- 24 - Robert-Aglae Cauchoix, Frans opticien en instrumentmaker (overleden 1845)
- 27 - Hyacinthe Jadin, Franse componist en muziekpedagoog (overleden 1800)

juni
- 11 - John Constable, Engels landschapsschilder en aquarellist (overleden 1837)

juli
- 13 - Karoline van Beieren, grootmoeder van keizer Frans Jozef I van Oostenrijk en diens vrouw keizerin Elisabeth

oktober
- 8 - Pieter Gerardus van Os, Nederlands kunstschilder (overleden 1839)
- 13 - Peter Barlow, Brits natuur- en wiskundige (overleden 1862)

november
- 15 - José Joaquín Fernández de Lizardi, Mexicaans schrijver

december
- 16 - Johann Wilhelm Ritter, ontdekker van de ultraviolette straling, te Samnitz, Polen

datum onbekend
- José Manuel de Herrera, Mexicaans onafhankelijkheidsstrijder en minister van Buitenlandse Zaken (overleden 1831)

## Overleden
maart
- 24 - John Harrison (83), Brits uitvinder van de chronometer

augustus
- 25 - David Hume (65), Schots filosoof en geschiedschrijver

september
- 6 - Jan Bouman (70), Nederlands architect van diverse objecten in Potsdam

oktober
- 30 - Simón de Anda (75), Spaans koloniaal bestuurder